# Богдан Петецький
Богдан Петецький (пол. Bohdan Petecki, 5 липня 1931, Краків — 23 листопада 2011, Катовиці) — польський письменник-фантаст, автор детективних і пригодницьких творів, та журналіст.

## Біографія
Богдан Петецький народився у Кракові, та закінчив факультет орієнталістики Ягайлонського університету, в якому 1956—1957 роках навчався на філософському факультеті. У 1959 році перебрався до Катовиць, де розпочав працювати журналістом. У 1961 році він став членом ПОРП. Писав статті переважно на суспільні та господарські теми. Працював заступником головного редактора катовіцької радіостанції польського радіо. на якому проводив авторський цикл радіорепортажів. Також Богдан Петецький працював заступником головного редактора щотижневика «Panorama». У 1976 році Петецький став членом Спілки польських письменників. У 1976 році він перестав займатися журналістською діяльністю, та став професійним літератором. У 1986—1989 роках Петецький був заступником голови катовіцького осередку Спілки польських письменників (оновленої).

## Літературна творчість
Богдан Петецький є автором кількох детективних радіоспектаклів та одного детективного телеспектаклю «Несподіваний гість» (пол. Niespodziewany gość. 1968 рік), він також опублікував три пригодницькі повісті під псевдонімами Ян Бернард і Ян Август Бернард. Першим його науково-фантастичним твором стала повість «На половині дороги», опублікована в 1971 році. Твори Богдана Петецького перекладалися словацькою, угорською та російською мовами. Спочатку письменник творив у жанрі класичної наукової фантастики та космічної опери. Пізніше, під впливом серйозної критики з боку фантастикознавців, Петецький розпочав писати твори спеціально для молодіжної аудиторії. У своїх фантастичних творах письменник порушував теми контакту з позаземними цивілізаціями. а також проблеми розвитку суспільства та новітніх технологій.

## Твори

### Пригодницькі та детективні твори
- Niespodziewany gość (1968)
- Telefonował morderca (1969)
- Noc Robin Hooda (1970)
- Żmije złote i inne (1972)

### Фантастика
- W połowie drogi (1971)
- Strefy zerowe (1972)
- Ludzie z Gwiazdy Feriego 1974)
- Tylko cisza (1974)
- Operacja wieczność (1975)
- Rubin przerywa milczenie (1976)
- Messier 13 (1977)
- X-1 uwolnij gwiazdy (1977)
- Sola z nieba północnego (1977)
- A, B,C… dwadzieścia cztery (1978)
- Kogga z czarnego słońca (1978)
- Prosto w gwiazdy (1978)
- Królowa Kosmosu (1979)
- Wiatr od Słońca (1980)
- Bal na Pięciu Księżycach (1981)
- Tysiąc i jeden światów (1983)
- Pierwszy Ziemianin (Bajka totalna) (1983)
- Tu Alauda z planety trzeciej (1988)
- Taki, co przyszedł z góry (1995)